# ソンブレロ

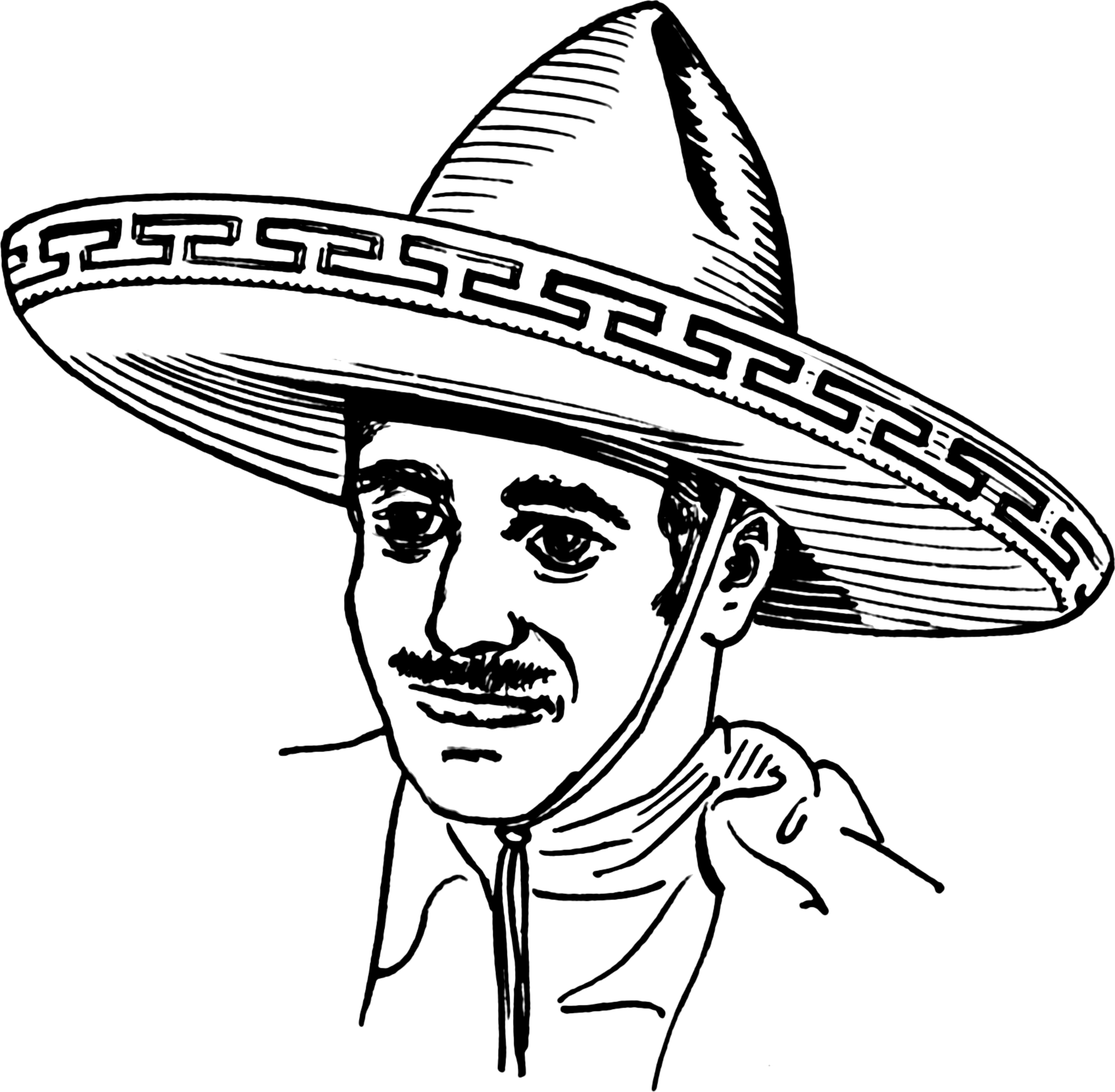
ソンブレロ

ソンブレロ・デ・チャロ（スペイン語: sombrero de charro、「カウボーイの帽子」の意）は、メキシコで近年まで広く用いられた、つばの広い伝統的な男性用帽子。日本および非スペイン語圏では単に「ソンブレロ」(sombrero) と呼ばれることが多いが、スペイン語ではsombreroは種類を問わず縁つきの帽子一般を指す名称であり（英語のhatに相当）、特にソンブレロ・デ・チャロのみを指すわけではない。
ソンブレロ・デ・チャロは、クラウン(頭頂部分)が高く、強烈な日差しを顔、首筋と肩からさえぎるようつばが広い。材質は麦藁製、高級品はフェルト製で、刺繍や飾り紐などさまざまな装飾が施される。
ソンブレロ・デ・チャロの原型はスペインのコルドバ地方の麦わら帽子sombrero cordobésである。これがメキシコに移入されて独自に発展し、現在ではメキシコの民族衣装として扱われ、メキシコのシンボルにもなっている。一例として、独立記念日前になると、メキシコ国旗の色である緑と赤を配した麦藁製のソンブレロが、パーティーグッズとして国旗などとともに露店に並ぶ。
メキシコの田舎では、今でも男性が日常的に帽子をかぶる習慣が残っているところが多いが、現代ではカウボーイハット (sombrero texano) が主流で、ソンブレロ・デ・チャロが日用に供されることは少ない。ソンブレロ・デ・チャロは民族衣装として、主に祭りの踊りや結婚式、マリアッチ、観光客向けパフォーマンスなどの衣装の一環として着用されるのが普通である。

## ソンブレロを被ったキャラクター
- ブーフーウー - NHK人形劇。「三匹の子豚」の木の家を作った次男・フィリピン（声 - 三輪勝恵）。頭にソンブレロを被り、メキシコの民族衣装を着用している。同じくNHK人形劇「とんでけブッチー」でも、主人公の乗る気球がメキシコに着いた回は、オオカミとともに登場する。

## 一覧

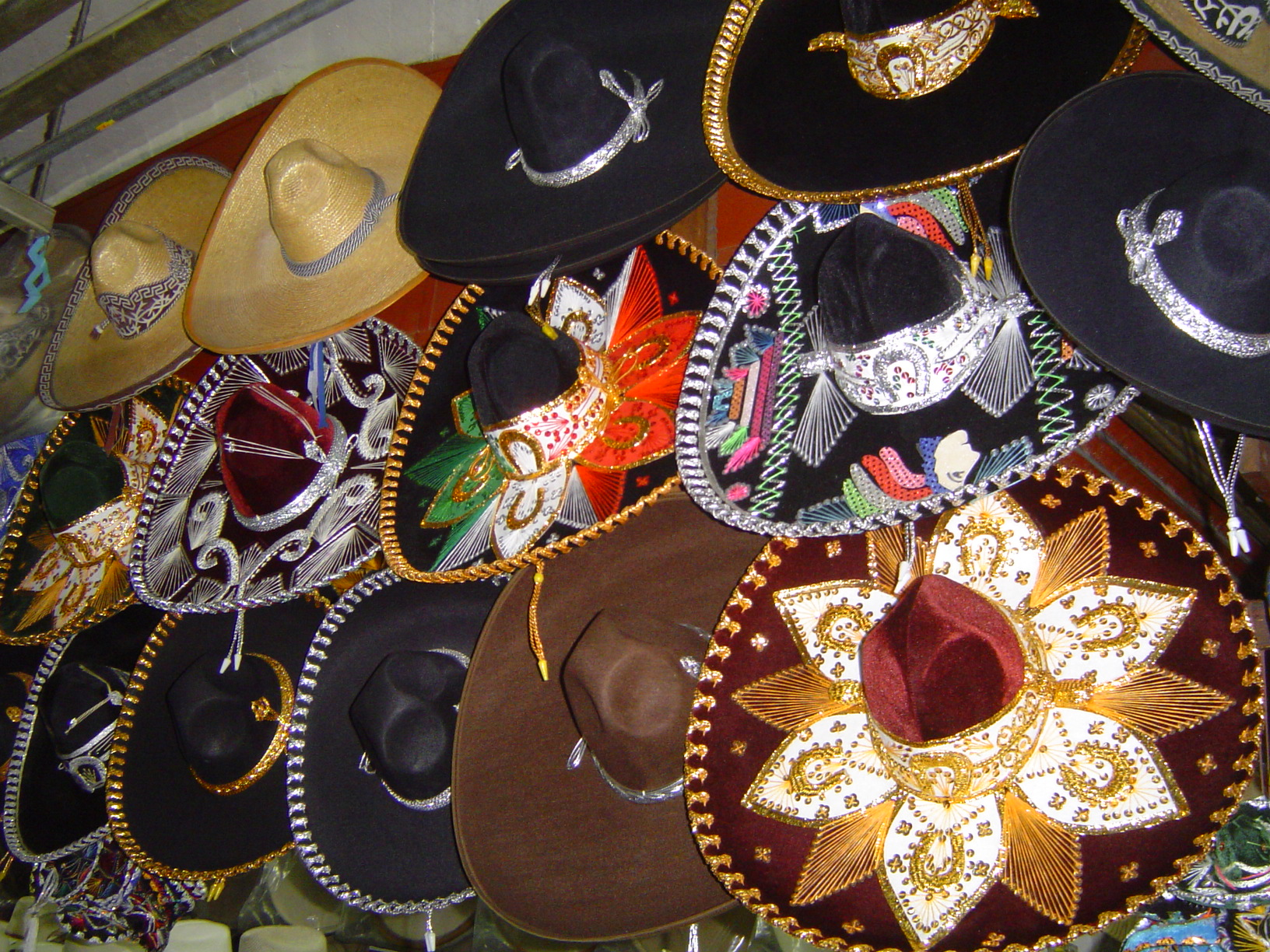
様々なソンブレロ
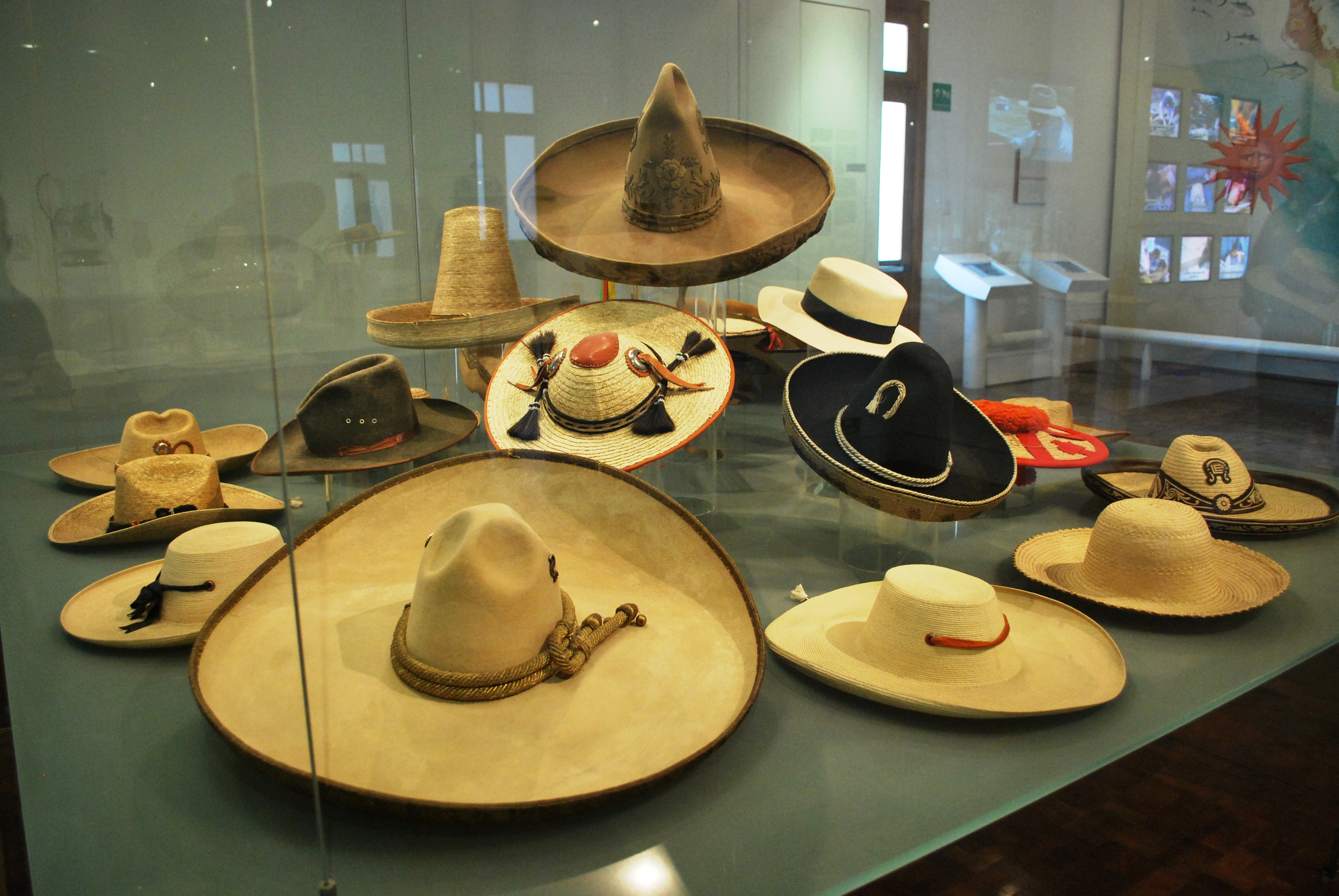
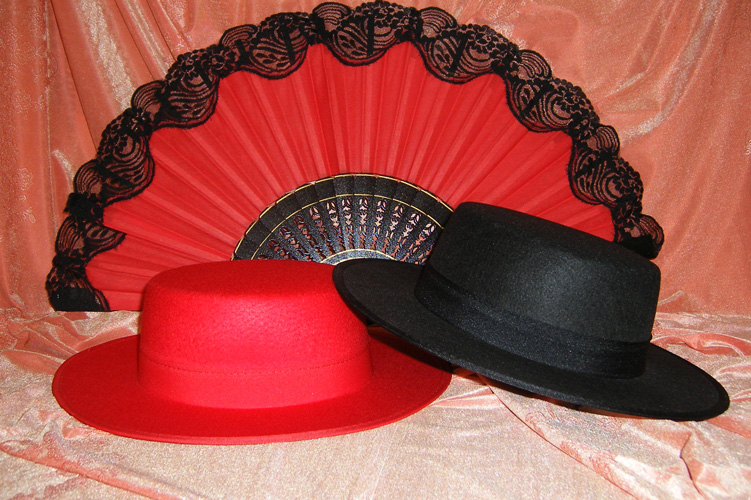
ウールのソンブレロ
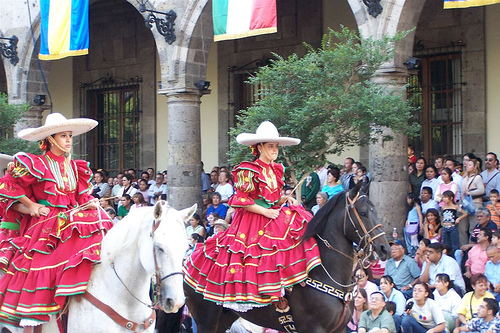
メキシコの民族衣装である
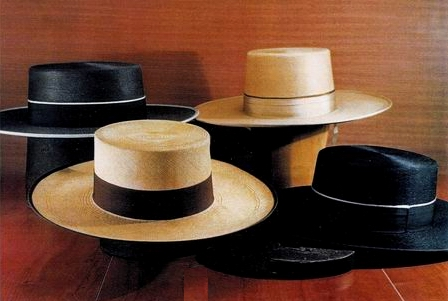
スペイン・コルドバ地方のsombrero cordobés
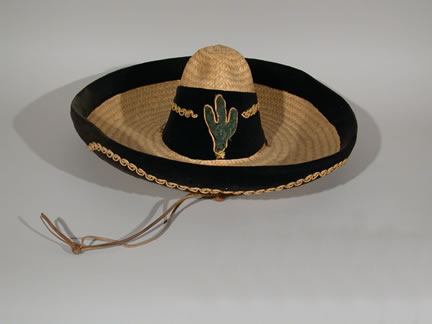
ハリー・トルーマン愛用の帽子
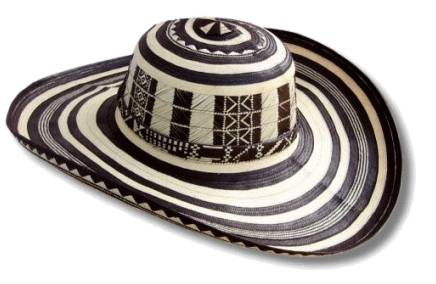
コロンビアのsombrero vueltiao